# Edward A. Murphy Jr.
Edward Aloysius Murphy (11 de enero de 1918-17 de julio de 1990) fue un ingeniero aeroespacial estadounidense. Murphy trabajó en sistemas de seguridad críticos y es conocido por la homónima ley de Murphy, que declara que "Si hay varias maneras de hacer una tarea, y uno de estos caminos conduce al desastre, entonces alguien utilizará ese camino". Esto no debe ser confundido con la ley de Finagle.

## Biografía
Murphy nació en la Zona del Canal de Panamá en 1918, siendo el mayor de cinco hermanos. Después de ir al colegio en Nueva Jersey, fue a la Academia Militar de West Point, graduándose en 1940. El mismo año se enroló en el Ejército de los Estados Unidos, y asumió el entrenamiento de pilotos para la "United States Army Air Corps" en 1941. Durante la Segunda Guerra Mundial sirvió en el Pacífico, en India, China y Birmania alcanzando el rango de mayor.
Tras el fin de las hostilidades, en 1947, Murphy trabajó en el Instituto de Tecnología Aéreas de los Estados Unidos, como Oficial de Investigación y Desarrollo en el Centro Wright de Desarrollo Aéreo de la Base de la Fuerza Aérea Wright-Patterson. Fue durante ese período cuando se involucró en los experimentos de trineos de alta velocidad impulsados por cohetes (Proyecto MX981 de la USAF, 1949), y acuñó la celebérrima Ley de Murphy, por la que le concedieron, a título póstumo, el Premio Ig Nobel de Ingeniería en 2003.
Murphy era infeliz con la interpretación banal que se hacía de su ley, que es vista como capturando "el espíritu de contradicción" esencial de objetos inanimados. Murphy consideraba a la ley como la cristalización de un principio clave de diseño defensivo, en el cual siempre se debe considerar el peor de los escenarios posibles. Murphy, según relatos de su hijo, consideraba a muchas versiones jocosas de la ley como "ridículas, triviales y erróneas". Sus tentativas fracasadas de hacer que la ley fuera tomada más en serio sólo lograron convertirlo en una víctima de su propia ley.
En 1952, habiendo dimitido de la Fuerza Aérea, Murphy realizó una serie de pruebas de aceleración en cohetes en la Base Holloman de la Fuerza Aérea, y luego volvió a California para dedicarse al diseño de carlingas de aviones para empresas privadas. Trabajó en los sistemas de eyección de tripulación de algunos de los más famosos aviones experimentales del siglo XX, incluyendo el F-4 Phantom II, el XB-70 Valkyrie, SR-71 Blackbird, el B-1 Lancer y el avión cohete X-15.
Durante los años 1960, trabajó en los sistemas de seguridad y reanimación para el Proyecto Apolo, y terminó su carrera trabajando en los sistemas para seguridad del piloto y controles computarizados del helicóptero Apache.